# Charles-Antoine de la Roche-Aymon

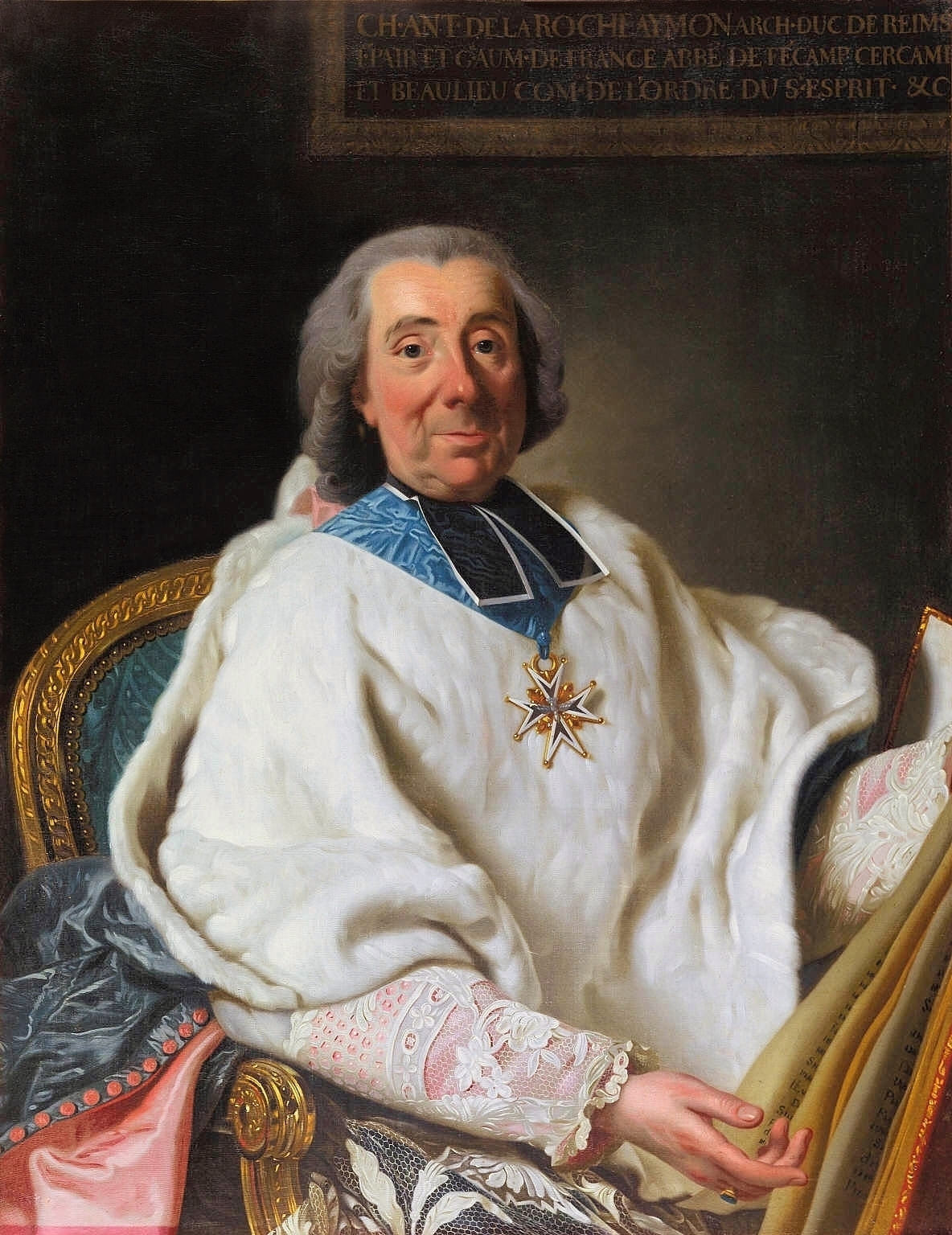
Charles-Antoine de la Roche-Aymon als Erzbischof von Reims (Gemälde der Werkstatt Alexander Roslin, ca. 1769)

Kardinalswappen von Charles-Antoine de la Roche-Aymon

Charles-Antoine de la Roche-Aymon (* 17. Februar 1697 auf Schloss Mainsac, Frankreich; † 27. Oktober 1777 in Paris) war ein Bischof und Kardinal der katholischen Kirche.

## Werdegang
Nach dem Studium der Theologie in Paris, welches er im April 1724 mit einem Doktorat in Theologie abschloss, wurde er Domherr in Macon und 1724 Generalvikar des Bischofs von Limoges.
Papst Benedikt XIII. ernannte ihn am 11. Juni 1725 zum Titularbischof von Sarepta und Weihbischof in Limoges. Der Bischof von Meaux, Kardinal Henri Pons de Thiard de Bissy, spendete ihm am 5. August 1725 in der Kathedrale von Meaux die Bischofsweihe. Mitkonsekratoren waren Jean Le Normand, Bischof von Evreux, und Scipion-Jérôme Bégon, Bischof von Toul.
Papst Clemens XII. ernannte ihn am 2. Oktober 1730 zum Bischof von Tarbes und Papst Benedikt XIV. am 11. November 1740 zum Erzbischof von Toulouse. Seit 1740 auch Mitglied in der Versammlung des Klerus, war er von 1748 bis 1760 deren Vizepräsident und von 1760 bis 1775 deren Präsident.
Seit dem 8. Dezember 1752 Erzbischof von Narbonne, war er von 1760 bis 1777 Großalmosenier von Frankreich. Papst Clemens XIII. ernannte ihn am 24. Januar 1763 zum Erzbischof von Reims und päpstlichen Legaten in Frankreich. 1771 wurde er auch Kommendatarabt der Abtei Saint-Germain-des-Prés.
Papst Clemens XIV. erhob Charles-Antoine de la Roche-Aymon im Konsistorium vom 16. Dezember 1771 zum Kardinal.